# 鹿賀駅
鹿賀駅（しかがえき）は、島根県江津市桜江町鹿賀にあった、西日本旅客鉄道（JR西日本）三江線の駅（廃駅）である。

## 歴史

### 年表
- 1949年（昭和24年）11月15日：三江線の石見川越 - 因原間に新設開業[3]。旅客営業のみ。
  - 当時の所在地表示は島根県邑智郡川越村鹿賀であった。
- 1954年（昭和29年）4月1日：桜江村成立に伴い、所在地表示が島根県邑智郡桜江村鹿賀になる。
- 1955年（昭和30年）3月31日：三江南線開業に伴い、従来の三江線が三江北線に改称され、当駅も当線の所属駅となる[5]。
- 1956年（昭和31年）1月1日：町制施行に伴い、所在地表示が島根県邑智郡桜江町鹿賀になる。
- 1975年（昭和50年）8月31日：当駅を含む江津駅 - 三次駅間が全通したため三江北線が現行の三江線の一部となり、当駅も当線の所属駅となる[5]。
- 1987年（昭和62年）4月1日：国鉄分割民営化により、西日本旅客鉄道が継承[5]。
- 2004年（平成16年）10月1日：桜江町が江津市に編入され、所在地表示が島根県江津市桜江町鹿賀になる。
- 2018年（平成30年）4月1日：三江線の全線廃止に伴い、廃駅となる[4]。

### 地名の由来
江の川の川原に立地し、「敷処（）」の転で、川原敷を開拓したところだという。

## 駅構造

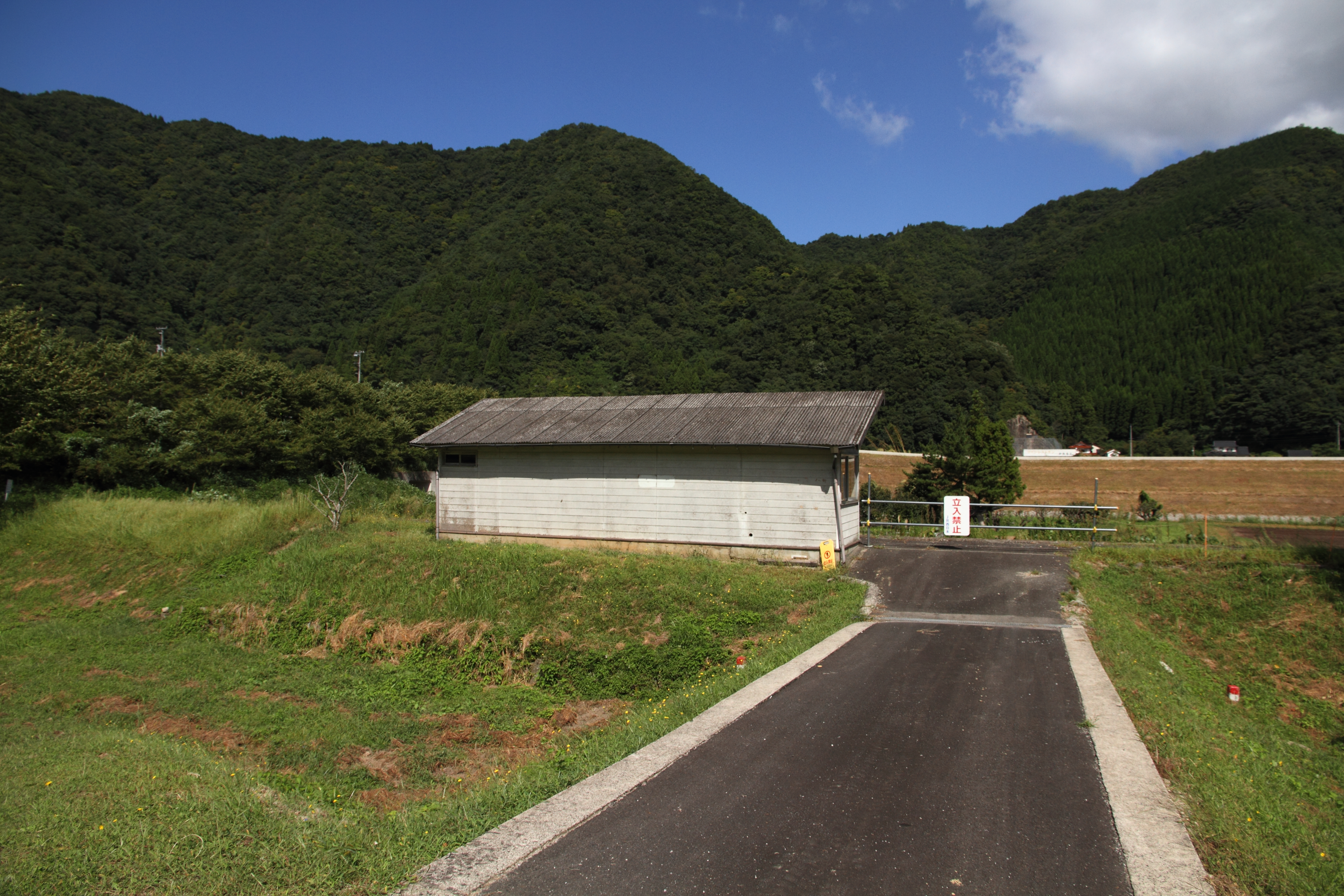
廃線後の駅入口。待合室は残存していた（2019年9月）

浜原方面に向かって右側に、単式ホーム1面1線を持つ地上駅（停留所）であった。浜田鉄道部が管理する無人駅で、ホーム上に待合室兼用の駅舎があるのみであった。乗車時は、直接ホームに入る形状になっていた。なお、自動券売機等の設備はなかった。駅全体は若干カーブしていた。
2019年（令和元年）11月末時点で、当駅の旧駅舎（待合室）は老朽化に伴い撤去されていた。一方、ホームや当駅附近の線路は、廃駅当時のままであった。

## 利用状況
近年の1日平均乗車人員は以下の通りである。なお、1994年度は34人、1984年度は59人だった。
| 乗車人員推移 | 乗車人員推移 |
| 年度         | 1日平均人数  |
| ------------ | ------------ |
| 1999         | 15           |
| 2000         | 17           |
| 2001         | 8            |
| 2002         | 10           |
| 2003         | 11           |
| 2004         | 10           |
| 2005         | 11           |
| 2006         | 12           |
| 2007         | 12           |
| 2008         | 11           |
| 2009         | 9            |
| 2010         | 6            |
| 2011         | 6            |
| 2012         | 6            |
| 2013         | 4            |
| 2014         | 3            |
| 2015         | 2            |
| 2016         | 2            |
| 2017         | 3            |

## 駅周辺

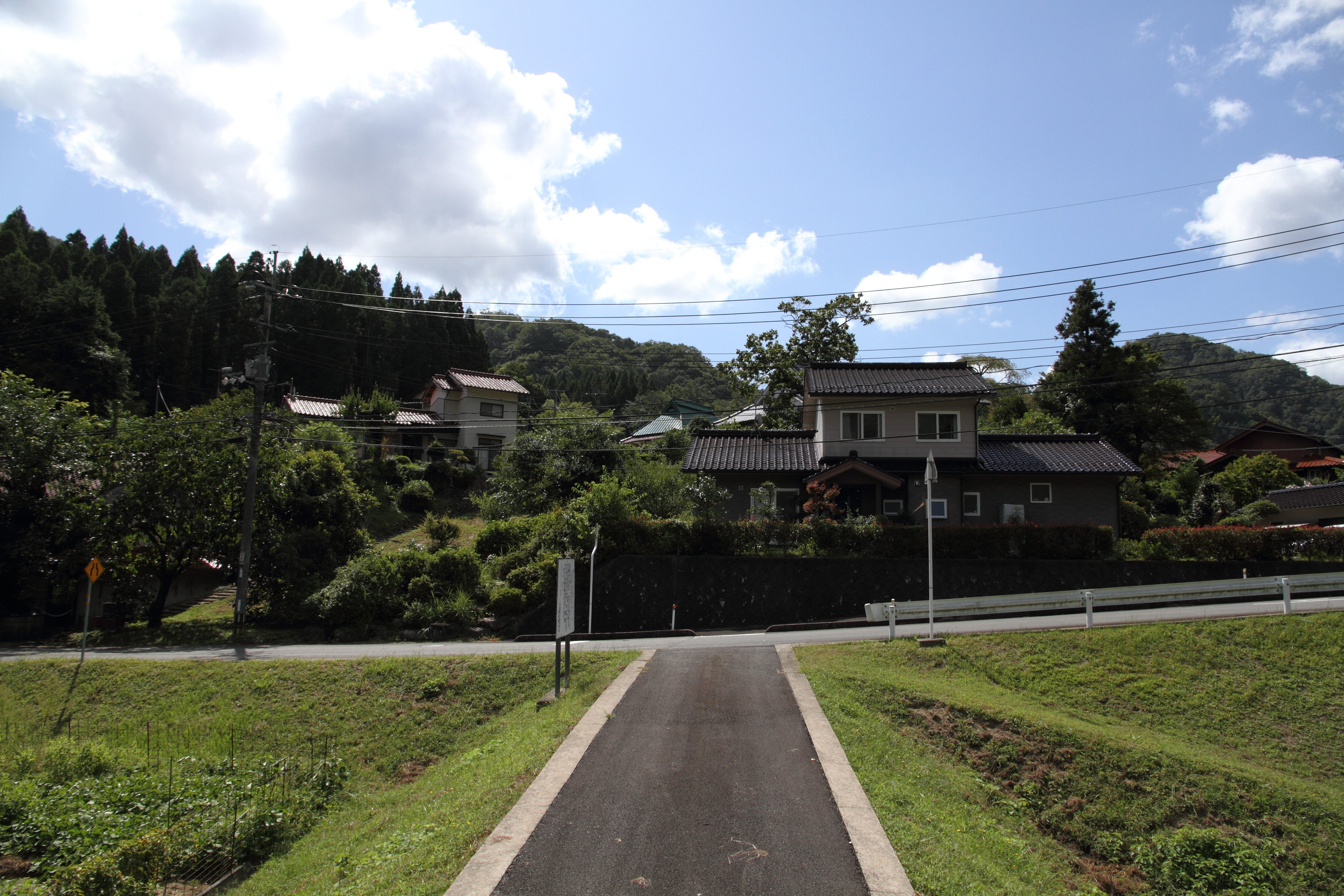
駅周辺（2019年9月）

やや開けていて、田畑がある。
- 江の川
- 国道261号
- 水ふれあい公園 水の国
- コインレストランかわもと[1][7]

## バス路線
以下のバス路線がある（2022年4月1日現在）。
- 石見交通 江津川本線 鹿賀停留所[8]
- 江津市生活バス 鹿賀線 鹿賀停留所[8]

## その他
- 三江線活性化協議会により、石見神楽の演目名にちなんだ「道返し」（ちがえし）の愛称が付けられていた。駅前にある春日神社が、神楽に登場するタケミカヅチを祀っていることにちなむ[1][2][9]。

## 隣の駅
西日本旅客鉄道（JR西日本）
 三江線
石見川越駅 - 鹿賀駅 - 因原駅

#### 統計資料
1. ↑  “島根県統計書”. しまね統計情報データベース.   島根県政策企画局. 2025年2月5日閲覧。